# Paul Kray von Krajowa

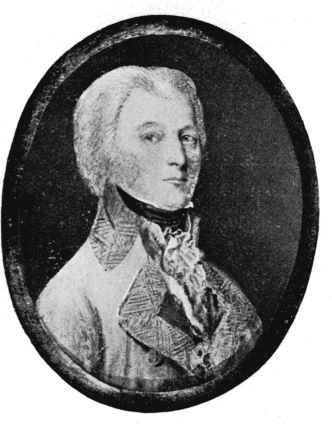
Paul Kray von Krajowa

Paul Freiherr Kray von Krajowa (ungarisch: krajovai és topolyai báró Kray Pál;* 5. Februar 1735 in Kesmark; † 19. Januar 1804 in Pest) war ein österreichischer Heerführer im Range eines Feldzeugmeisters.

## Leben
Kray trat 1754 in das österreichische Heer ein, stieg früh zum Major auf und warf 1784 in Siebenbürgen den Aufruhr der Walachen nieder. Im Krieg gegen die Türken zeichnete er sich bei Porcseny und am Vulkanpass aus und stieg 1790 bis zum Generalmajor auf.

### Im Ersten Koalitionskrieg
Im Feldzug von 1793 wurde er an den Kriegsschauplatz gegen die Franzosen in den Niederlanden abkommandiert. Auf Wunsch des neuernannten Oberbefehlshabers Prinz von Sachsen-Coburg, in dessen Hauptquartier in Brüssel er am 1. April eintraf, hatte er die Führung der Vorhut der Hauptarmee zu übernehmen. Seine Truppen kämpften in der Schlacht bei Famars (23. Mai), bei Courtrai (15. September), bei der Erstürmung von Menin (16. September) und im Treffen von Orchies (24. Oktober). Bei der Belagerung von Valenciennes 1794 zeichnete sich Kray besonders aus. Diese Waffentat und seine Teilnahme an den Schlachten von Le Cateau, Landrecies, Charleroi (9. Juni) und Fleurus (26. Juni 1794) brachten ihm das Kommandeurkreuz des Maria-Theresien-Ordens ein.
Am 5. März 1796 zum Feldmarschallleutnant befördert, wurde er  der neuen Hauptarmee unter dem Erzherzog Karl unterstellt. Am 19. Juni schlug sein Korps den französischen General Jean-Baptiste Kléber auf dessen Rückzug von Düsseldorf in der Schlacht bei Kircheib (Gefecht bei Uckerath). Krays Truppen trugen im Verband des Feldzeugmeisters Wartensleben zwischen der Lahn und Sieg viel zu den Siegen Erzherzog Karls bei Amberg und in der Schlacht von Würzburg bei. Im Feldzug von 1797 kämpfte er unter dem Oberbefehl des Feldmarschalleutnants Baron Werneck mit weniger Glück bei Gießen, bei Wetzlar und vor Frankfurt am Main. In der Schlacht von Neuwied (18. April 1797) führten seine Truppen eine verzweifelte Abwehrschlacht gegen eine erdrückende Übermacht der Franzosen.

### Oberbefehl in Italien
Im September 1798 kommandierte Kray am Kriegsschauplatz in Norditalien zunächst eine Division in Friaul, erhielt jedoch als ältester General bis zum Eintreffen des Generals der Kavallerie Freiherr von Melas den Oberbefehl. Ende März 1799 eröffnete die französische Italienarmee unter General Scherer ihren Angriff in der Lombardei. Im Treffen bei Pastrengo (26. März) geschlagen, konnten gleichzeitig andere Truppenteile Krays alle französischen Angriffe bei Verona und Legnago zurückweisen und am 5. April die Schlacht bei Magnano siegreich bestehen und die Festung Mantua einschließen.
Kray wurde wegen dieser schnellen Erfolge zum Feldzeugmeister befördert und nahm darauf Brescia (21. April) und die Festung Peschiera (6. und 7. Mai) ein.
Am 27. Juli konnte er nach nur dreiwöchentlicher Belagerung seine Erfolge mit der Einnahme von Mantua fortsetzen. Er vereinigte sein siegreiches Heer mit der Hauptarmee unter Melas bei Alessandria und hatte zusammen mit den Russen unter Marschall Suworow in der Schlacht von Novi (25. August 1799) einen nicht geringen Anteil.  Nach einem weiteren Erfolg in der Schlacht bei Fossano (17. September) würdigte ihn der Kaiser im November mit der Inhaberschaft des Infanterieregiments Nr. 34.

### Oberbefehl in Süddeutschland

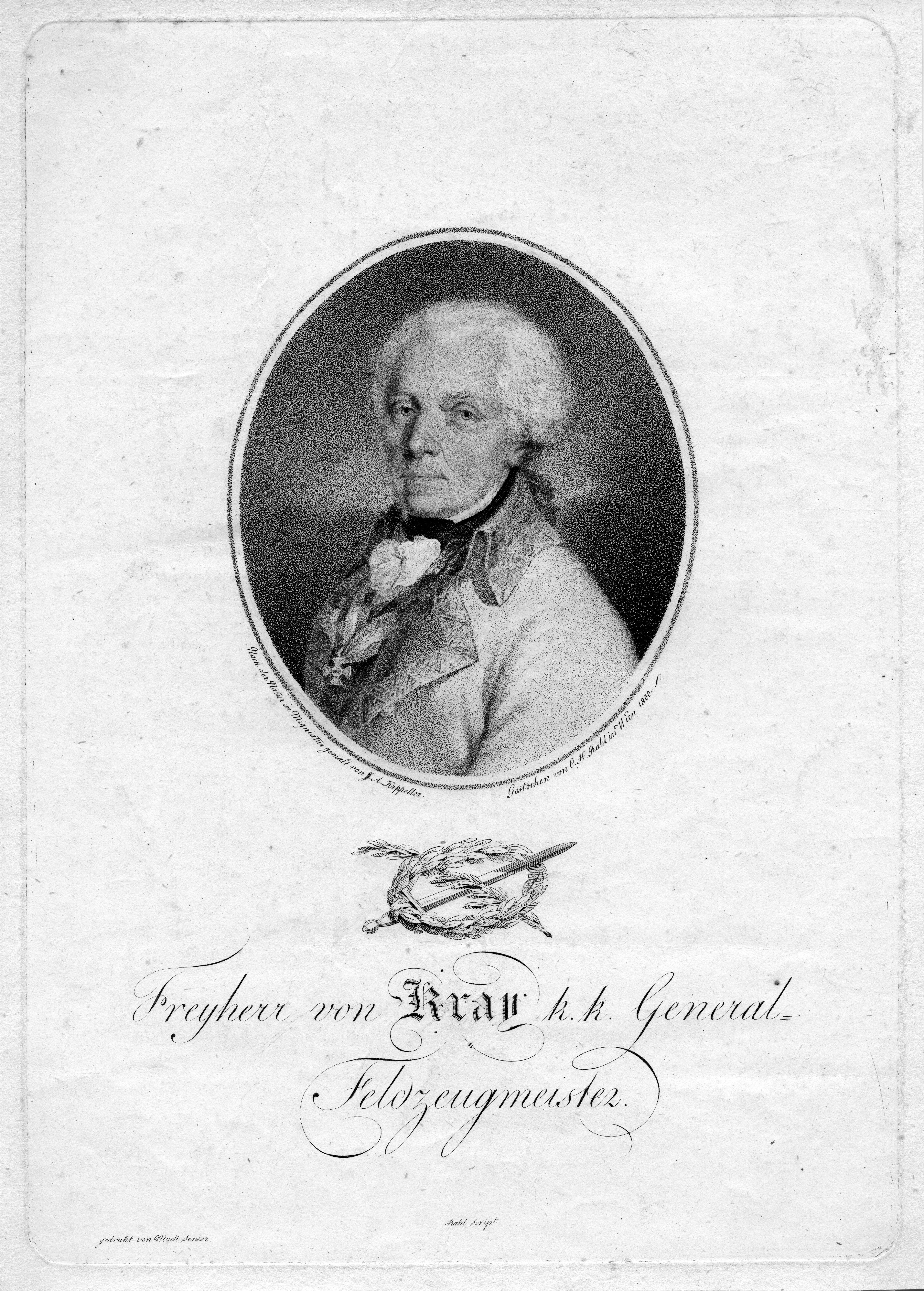
Paul Kray von Krajowa

In Deutschland, wo er nach dem Rücktritt des Erzherzogs Karl den Oberbefehl übernahm, focht er jedoch im Feldzugsjahr 1800 unglücklich. Kray reiste am 5. März aus Wien ab und traf am 17. März zu Donaueschingen ein. Die Hauptarmee war noch 95.000 Mann stark und lagerte zwischen Liptingen und Stockach. Nach den Niederlagen bei Engen (3. Mai), Stockach und Meßkirch (5. Mai) gegen die französische Armee unter Moreau zog sich Krays Armee zunächst auf gut gesicherte Stellungen bei Ulm zurück. Nachdem das französische Korps Lecourbe Ende Mai Augsburg besetzt hatte, wagte Kray einen Angriff auf den zwischen Biberach und Memmingen stehenden linken französischen Flügel. Krays Truppen wurden jedoch am 5. Juni bei Erolzheim und Ochsenhausen geschlagen und zogen sich wieder nach Ulm zurück. Die Niederlage in der Schlacht bei Höchstädt am 19. Juni 1800 und der gelungene Donauübergang Moreaus zwang Kray, seinen befestigten Standort Ulm zu verlassen und in Richtung Ingolstadt zurückzugehen. Kray rückte am 20. Juni unter Zurücklassen einer Besatzung von etwa 12.000 Mann unter Petrasch aus Ulm ab und zog nach Nördlingen. In der Nacht vom 24. auf den 25. Juni setzte Kray den Rückzug bis Neuburg an der Donau fort. Moreau ging auf das rechte Donauufer zurück, die drohende Besetzung Münchens sollte Kray zum Rückzug hinter den Inn zwingen. Der durch Kray bewilligte Abschluss des Waffenstillstands bei Parsdorf am 15. Juli beendigte seine militärische Karriere.
Paul Kray von Krajowa starb am 19. Januar 1804 in Pest (Budapest).

## Rezeption
Durch die kaiserliche Entschließung von Franz Joseph I. vom 28. Februar 1863 wurde Paul Kray von Krajowa in die Liste der „berühmtesten, zur immerwährenden Nacheiferung würdiger Kriegsfürsten und Feldherren Österreichs“ aufgenommen, zu deren Ehren und Andenken auch eine lebensgroße Statue in der Feldherrenhalle des damals neu errichteten k.k. Hofwaffenmuseums (heute: Heeresgeschichtliches Museum Wien) errichtet wurde. Die Statue wurde 1868 vom Bildhauer Nikolaus Vay (1828–1886) aus Carrara-Marmor geschaffen, gewidmet wurde sie von Kaiser Franz Joseph selbst.
Seit 1888 trug das österreichische Infanterieregiment Nr. 67 seinen Namen.
Im Jahr 1913 wurde in Wien-Donaustadt (22. Bezirk) die Kraygasse nach ihm benannt.